# Zsigmondfalva
Zsigmondfalva (szerbül Лукићево / Lukićevo, németül Sigmundsfeld) település Szerbiában, a Vajdaságban, a Bánságban.

## Fekvése
Nagybecskerek délkeleti szomszédjában, Lázárföld és Óécska közt fekszik, közigazgatásilag Nagybecskerekhez tartozik.

## Története
Zsigmondfalva egykor az écskai uradalomhoz tartozó puszta volt, melybe 1809-ben római katolikus vallású németek települtek be: a falu ekkor 49 egész, 30 fél, 14 nyolcad jobbágytelekből és 42 zsellérházból állt.
1838-ban birtokosa Lázár Zsigmond vezérőrnagy volt, majd gróf Harnoncourt Felix és Alice lettek itt a nagyobb birtokosok.
Az 1848–49-es forradalom és szabadságharc alatt, 1848. október 8-án Milutinovics nemzetőri őrnagyot és 1000 főből álló hadát, 2500 szerb felkelő kiverte a helységből; de rövid idő múlva Kiss Ernő a szerbeket kiűzte a településről, majd tábori kórházat állított fel itt.
1910-ben 1094 lakosából 21 magyar, 1061 német volt. Ebből 1072 római katolikus, 12 görögkeleti ortodox volt.
A trianoni békeszerződés előtt Torontál vármegye Nagybecskereki járásához tartozott.

## Népesség

### Demográfiai változások
| 1948 | 1953 | 1961 | 1971 | 1981 | 1991 | 2002 | 2011 |
| ---- | ---- | ---- | ---- | ---- | ---- | ---- | ---- |
| 1608 | 1557 | 1930 | 2091 | 2186 | 2196 | 2077 | 1804 |

## Nevezetességek
- Római katolikus temploma - 1906-ban épült

## Galéria

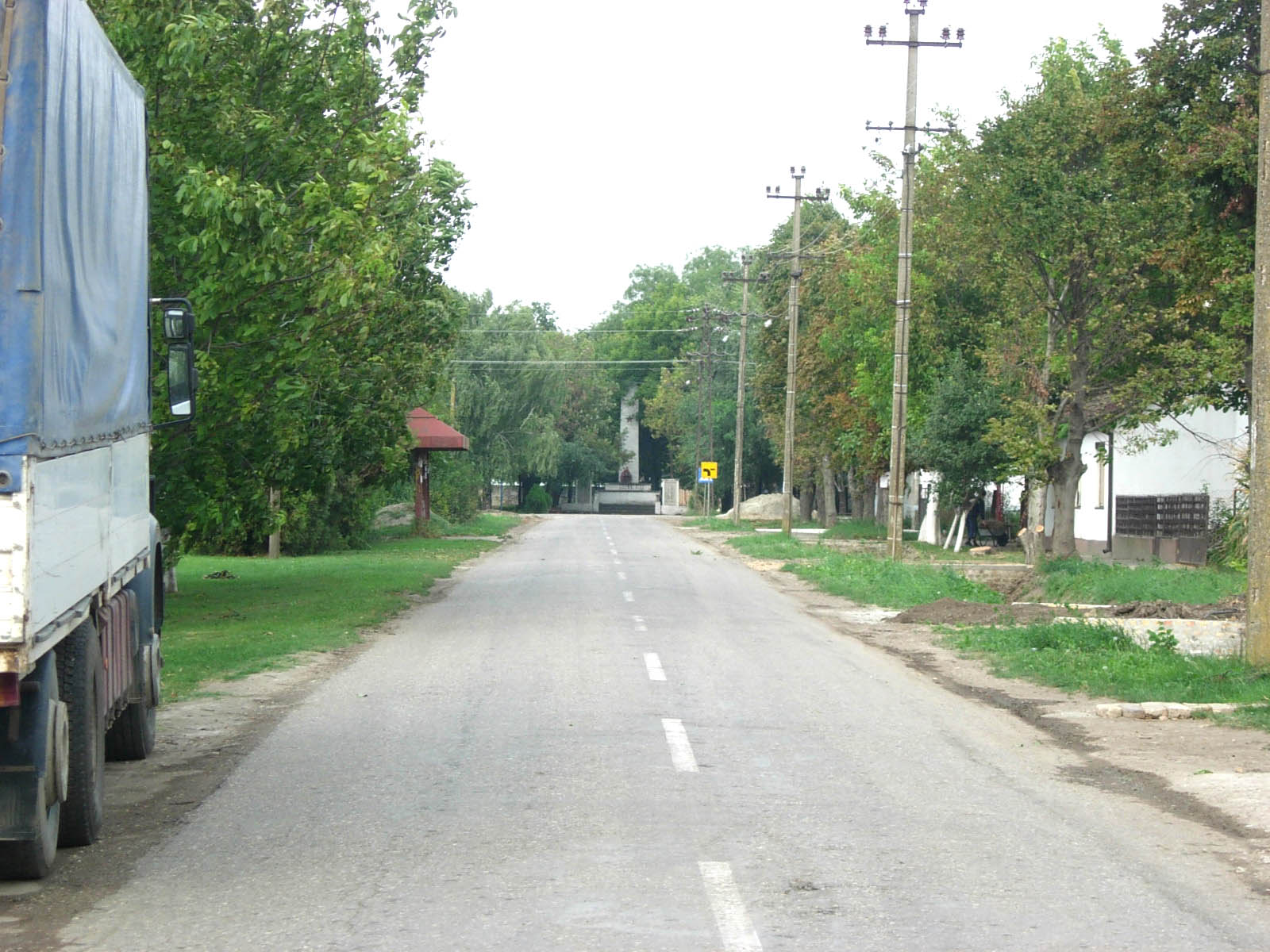
Zsigmondfalvi utcarészlet
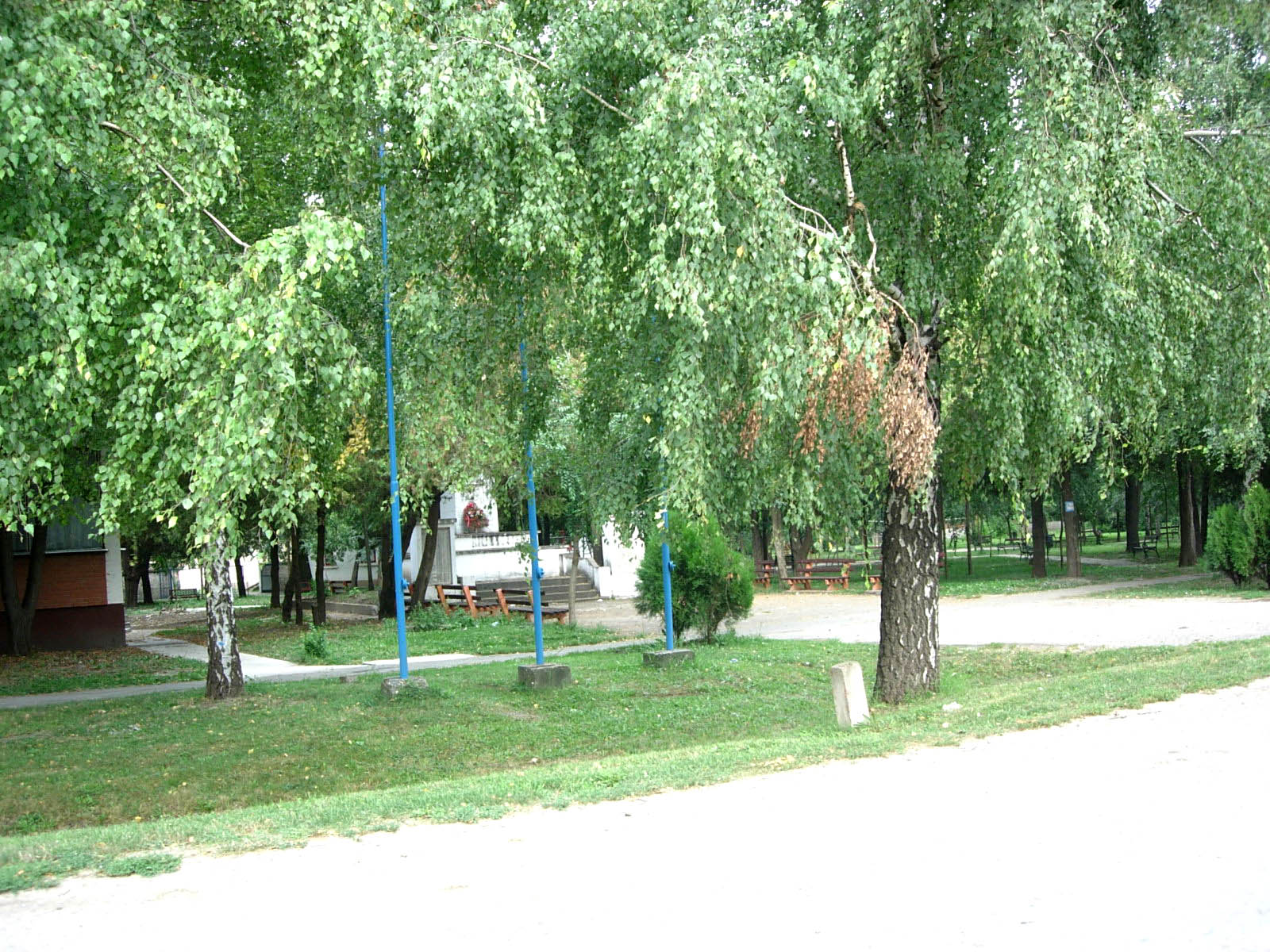
Az 1946-ban lerombolt német templom helye
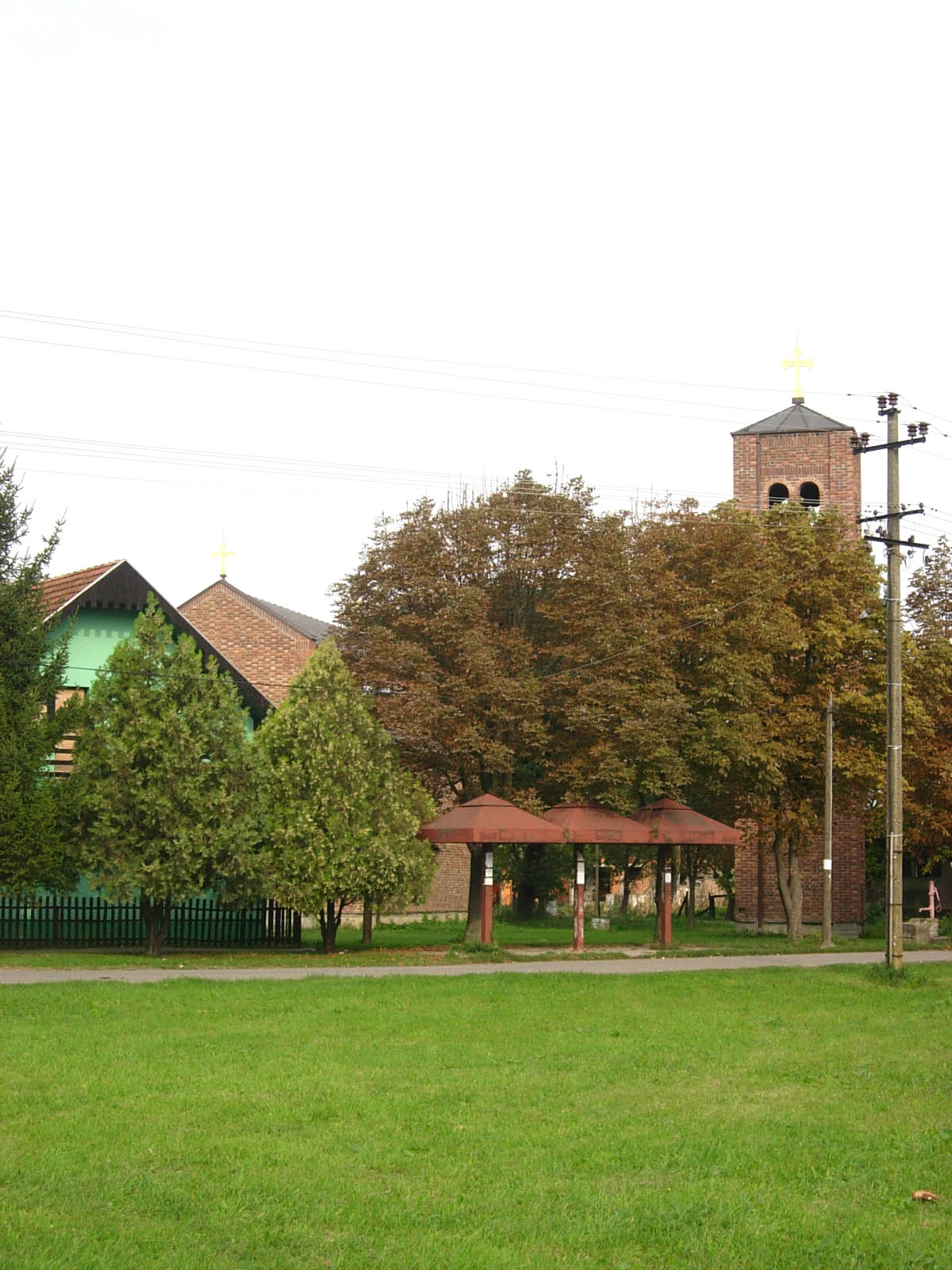
Az új ortodox templom